# Haplocarpha rueppellii
Haplocarpha rueppellii là một loài thực vật có hoa trong họ Cúc. Loài này được (Sch.Bip.) K.Lewin mô tả khoa học đầu tiên năm 1922.